# ایاگو، تگزاس
ایاگو (به انگلیسی: Iago) یک منطقهٔ مسکونی در ایالات متحده آمریکا است که در تگزاس واقع شده‌است. ایاگو ۱۶۱ نفر جمعیت دارد.